# 永和镇 (吉安县)
永和镇，是中华人民共和国江西省吉安市吉安县下辖的一个乡镇级行政单位。

## 行政区划
永和镇下辖以下地区：
永和社区、周家村、窑背村、习家村、锦源村、林洲村、尚书村、白沙村、南山村、永和村、超果村、永安村、五星村、张巷村和小湖村。

## 中国历史文化名镇
永和镇为中国历史文化名镇。